# 赤山禅院
赤山禅院（せきざんぜんいん）は、京都市左京区にある天台宗の寺院。延暦寺の別院の一つ。山号はなし。本尊は泰山府君（赤山大明神）。京都御所から見て表鬼門の方角（北東）に当たるため、方除けの神として古来信仰を集めた。拝殿の屋根の上には御所の東北角・猿ヶ辻の猿と対応して、御幣と鈴を持った猿が安置されている。紅葉の名所でもある。また、「修学院歴史的風土特別保存地区」の指定を受けている。

## 歴史
開創は、仁和4年（888年）。「赤山」の名は、入唐僧円仁に由来する。円仁は、登州で滞在した赤山法華院に因んだ禅院の建立を発願したが、果たせないままに没した。その遺言により安慧が、唐の赤山にあった道教の神・泰山府君（赤山大明神）を勧請して建立したのが赤山社（後に赤山禅院に改称）である。しかし、安慧は貞観10年（868年）に没しており、仁和4年（888年）の創建には疑問が残る。
比叡山延暦寺の千日回峰行においては、そのうち100日の間、比叡山から雲母坂を登降する「赤山苦行」と称する荒行がある。これは、赤山大明神に対して花を供するために、毎日、比叡山中の行者道に倍する山道を高下するものである。
当寺は明治時代の神仏分離令の後も神仏習合の形を残したまま現在に至っている。

## 境内
- 本殿 - 本尊は泰山府君。仏教の寺院であるが、道教の神を祀っている。泰山府君は赤山大明神と呼ばれる。
- 拝殿 - 1911年（明治44年）再建。屋根の上には鬼門除けの猿が置かれている。かつて抜け出して夜な夜な悪さをしたために、抜け出さないように金網の中に入れられている。
- 地蔵堂（本地堂） - 1911年（明治44年）再建。赤山大明神の本地仏である地蔵菩薩を祀る。
- 庫裏
- 弁財天堂
- 十六羅漢石像
- 西国三十三所石仏群
- 福禄寿殿 - 都七福神の一つである。
- 相生社
- 御滝堂
- 池
- 雲母不動堂 - 明治時代に雲母坂にあった雲母寺（うんもじ）の本堂と本尊・不動明王を移築したもの。
- 山門

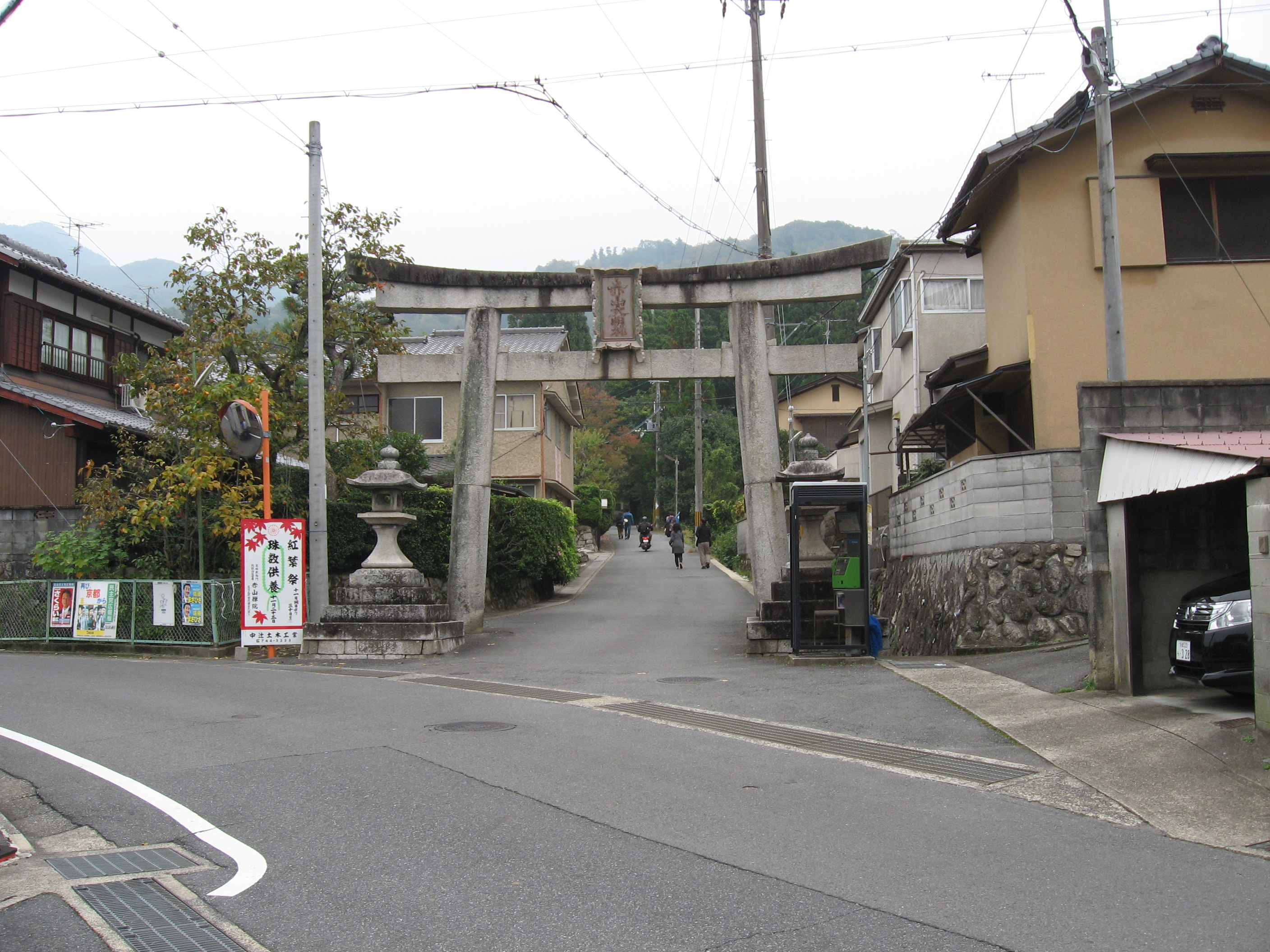
鳥居
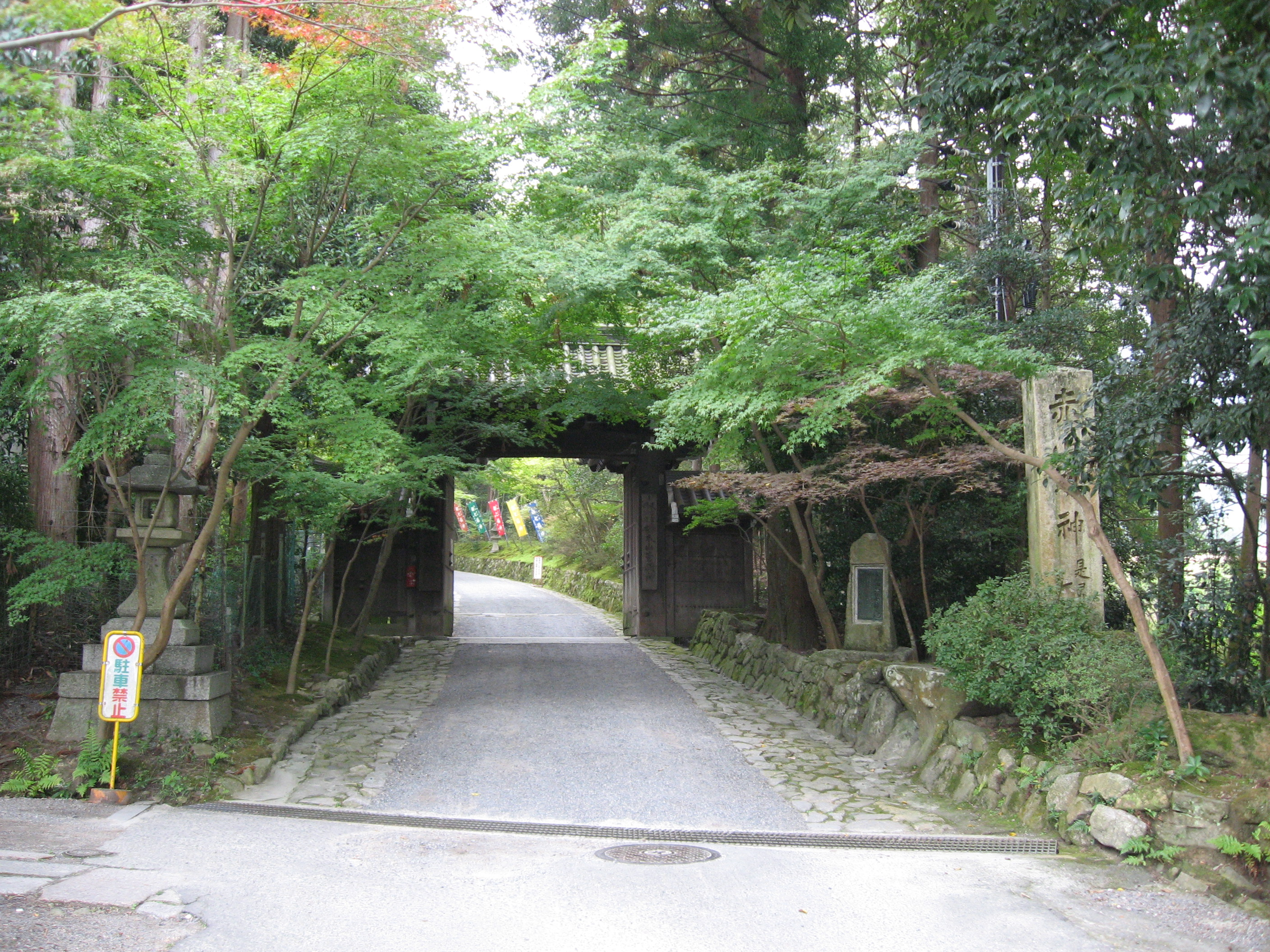
山門
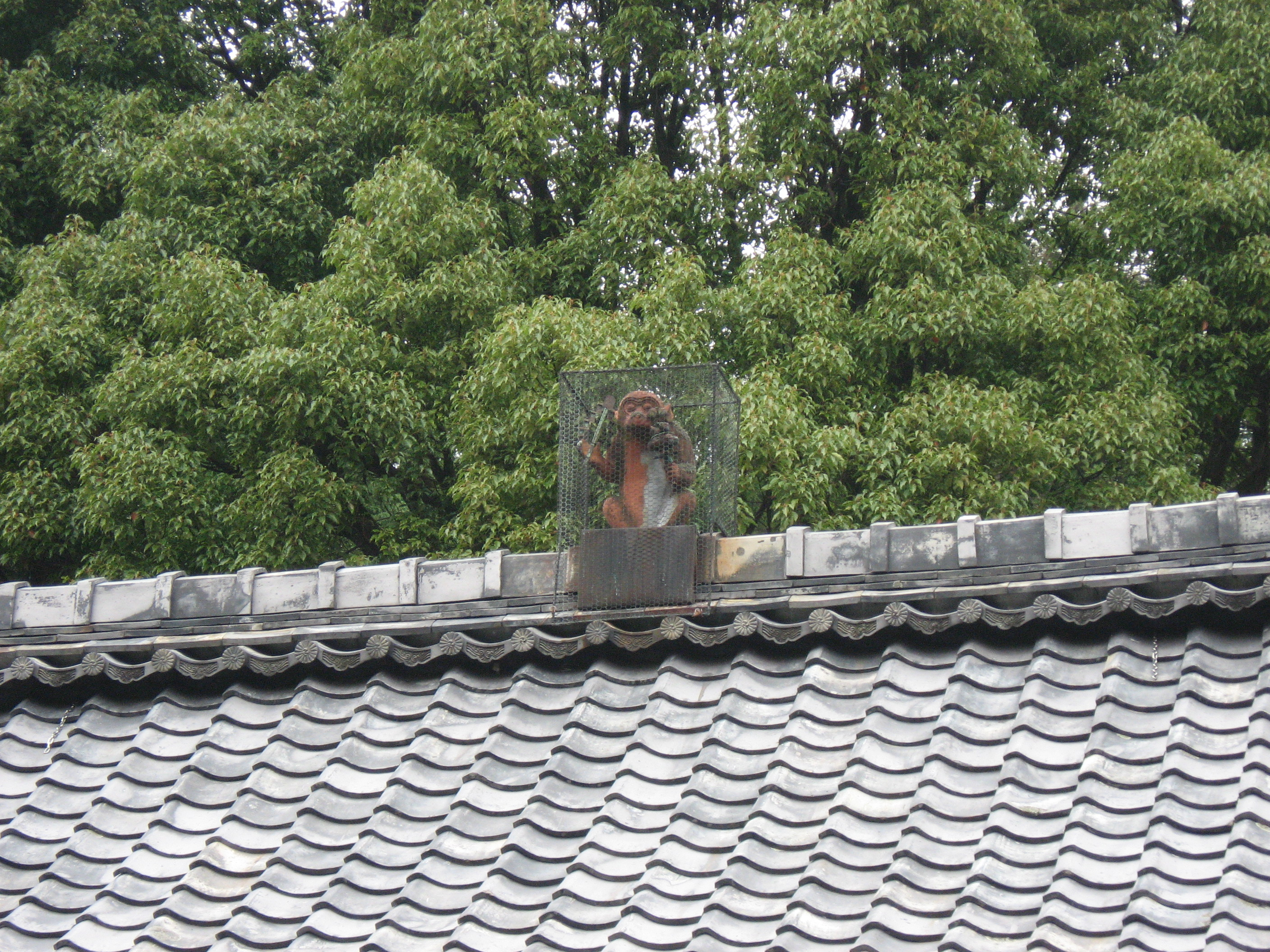
拝殿屋根の猿
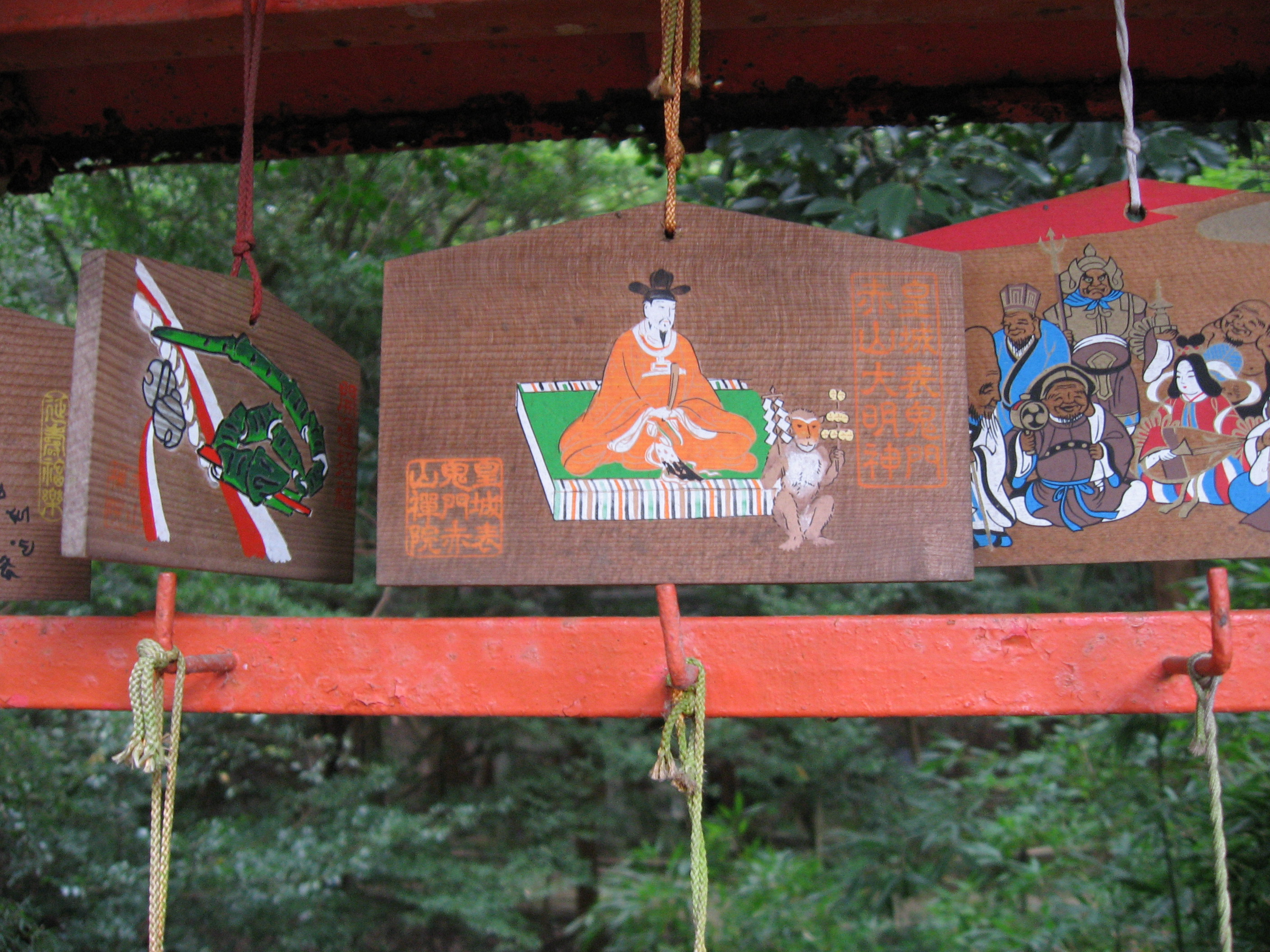
絵馬に描かれた赤山明神
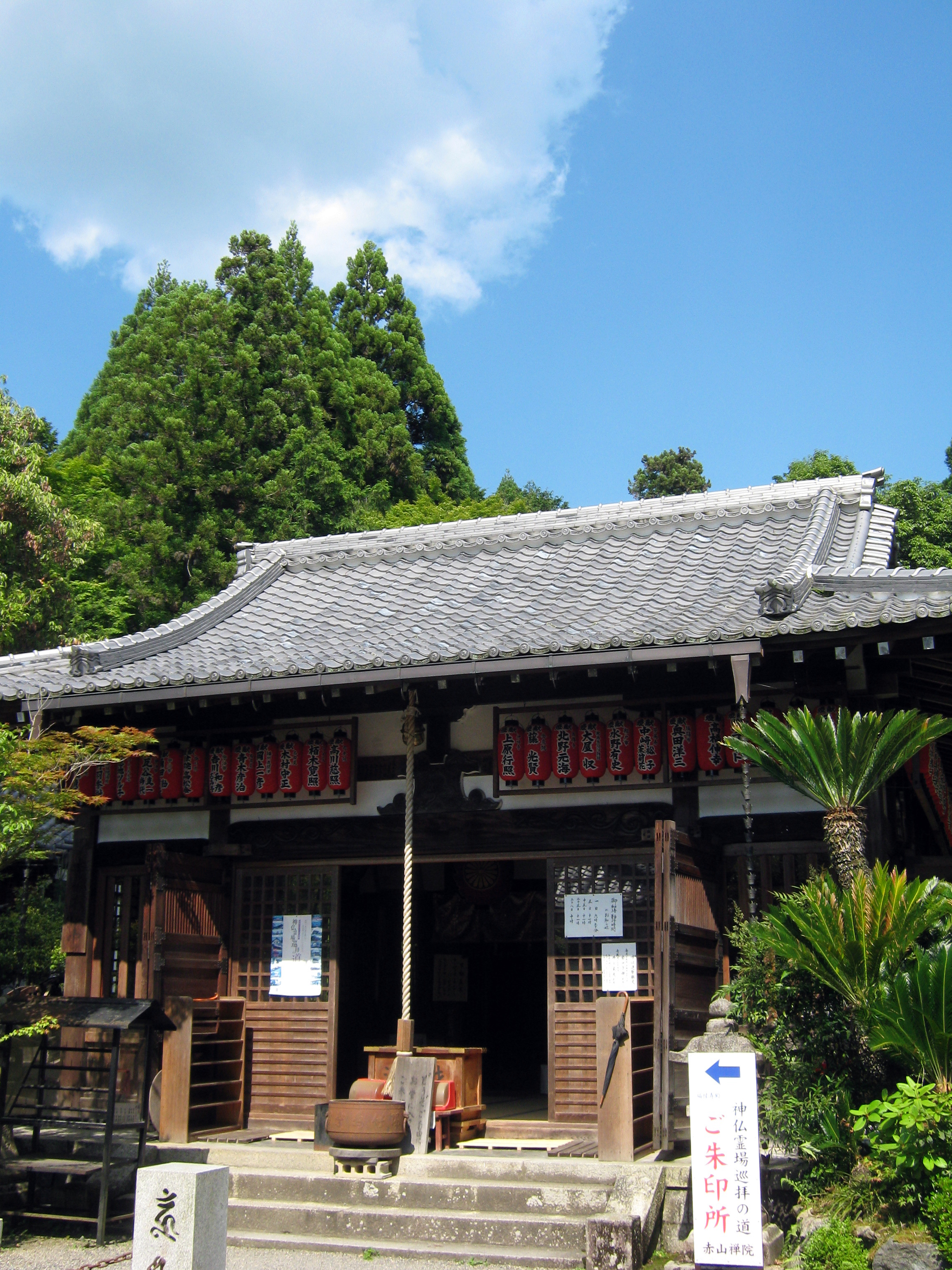
雲母（きらら）不動堂

## 前後の札所
都七福神（福禄寿）
神仏霊場巡拝の道
106 三千院　-　107 赤山禅院　-　108 曼殊院

## 所在地
京都府京都市左京区修学院開根坊町18

## アクセス
- 叡山電鉄叡山本線修学院駅から徒歩20分
- 京都市営バス5・31・65系統「修学院離宮道」から徒歩20分